# Schwarzschild-Wurmloch
In der Allgemeinen Relativitätstheorie ist ein Schwarzschild-Wurmloch eine Lösung der Einsteinschen Feldgleichungen, die aus der Schwarzschild-Metrik (welches ungeladene und nicht rotierende Schwarze Löcher beschreibt) durch Koordinatentransformation hervorgeht und topologisch als Wurmloch zwischen zwei verschiedenen Universen interpretiert werden kann. Anschaulich gesehen werden zwei äußere Schwarzschild-Lösungen am Ereignishorizont aneinandergeklebt. Optisch ist dieses daher nicht von einem Schwarzen Loch zu unterscheiden und praktisch nicht durchquerbar, da die benötigte Zeit dafür unendlich lang ist.
Die erste Beschreibung der Metrik eines Schwarzschild-Wurmloches wurde erstmals von Albert Einstein und Nathan Rosen am 1. Juli 1935 veröffentlicht.

## Geometrische Beschreibung

Mathematischer Plot eines Schwarzschild-Wurmlochs

Die Schwarzschild-Metrik eines ungeladenen und nicht rotierenden Schwarzen Loches mit Masse {\displaystyle M} ist gegeben durch:
{\displaystyle \mathrm {d} s^{2}=-\left(1-{\frac {r_{\mathrm {S} }}{r}}\right)c^{2}\mathrm {d} t^{2}+\left(1-{\frac {r_{\mathrm {S} }}{r}}\right)^{-1}\mathrm {d} r^{2}+r^{2}\mathrm {d} \Omega ^{2}},
wobei
{\displaystyle r_{\mathrm {S} }={\frac {2GM}{c^{2}}}}
der Schwarzschild-Radius ist. Die Stelle, an denen die Schwarzschild-Metrik singulär wird, ergibt ihren Ereignishorizont als {\displaystyle r=r_{\mathrm {S} }}. Der Radiusparameter {\displaystyle r} unterteilt die einzelnen Gebiete. Für {\displaystyle 0\leq r\leq r_{\mathrm {S} }} ergibt sich die innere Metrik hinter dem Ereignishorizont, für {\displaystyle r=r_{\mathrm {S} }} genau der Ereignishorizont und für {\displaystyle r>r_{\mathrm {S} }} die äußere Metrik. Die Aneinanderklebung zweier äußerer Schwarzschild-Metriken geschieht am Ereignishorizont unter Verwendung der Tatsache, dass negative Zahlen keine reelle und positive Zahlen zwei reelle Wurzeln haben. Die das umsetzende Transformation ist {\displaystyle u^{2}=r-r_{\mathrm {S} }}. Für {\displaystyle u<0} ergibt sich das erste und für {\displaystyle u>0} das zweite Universum, wobei {\displaystyle u=0} ihre Verklebung bezeichnet.
Das Differential transformiert sich gemäß:
{\displaystyle 2u\mathrm {d} u=\mathrm {d} r}.
Der radienabhängige Teil der Schwarzschild-Metrik transformiert sich als:
{\displaystyle 1-{\frac {r_{\mathrm {S} }}{r}}={\frac {r-r_{\mathrm {S} }}{r}}={\frac {u^{2}}{u^{2}+r_{\mathrm {S} }}}}.
Beide Resultate eingesetzt in die Schwarzschild-Metrik ergibt sich die Metrik des Schwarzschild-Wurmloches als:
{\displaystyle \mathrm {d} s^{2}=-{\frac {u^{2}}{u^{2}+r_{\mathrm {S} }}}c^{2}\mathrm {d} t^{2}+4(u^{2}+r_{\mathrm {S} })\mathrm {d} u^{2}+(u^{2}+r_{\mathrm {S} })^{2}\mathrm {d} \Omega ^{2}}.

## Topologische Betrachtung
Die gewöhnliche Schwarzschild-Raumzeit ist topologisch der euklidische Raum {\displaystyle \mathbb {R} \times \mathbb {R} ^{3}}. Die Entfernung der inneren Lösung (insbesondere der zentralen Singularität) überführt diese topologisch in {\displaystyle \mathbb {R} \times (\mathbb {R} ^{3}\setminus \{0\})\cong \mathbb {R} \times \mathbb {R} ^{+}\times S^{2}}, was der Zerlegung in Zeit-, Radial- und Winkelkomponente entspricht. Die Verklebung zweier solcher Raumzeiten zu einem Schwarzschild-Wurmloch ist daher topologisch das Produkt {\displaystyle \mathbb {R} ^{2}\times S^{2}}.